# Kirchhundem (Ort)
Kirchhundem ist mit rund 2000 Einwohnern der größte Ortsteil und zugleich Verwaltungssitz der Gemeinde Kirchhundem im Kreis Olpe (Nordrhein-Westfalen).

## Geografie
Kirchhundem liegt an den westlichen Ausläufern des Rothaargebirges. Der Ort wird von dem Fluss Hundem durchflossen, in den hier die Flape und die Olpe münden.
Nachbarorte sind Herrntrop, Würdinghausen, Flape, Hofolpe und Altenhundem (Verwaltungssitz und Zentrum der Stadt Lennestadt).

## Geschichte

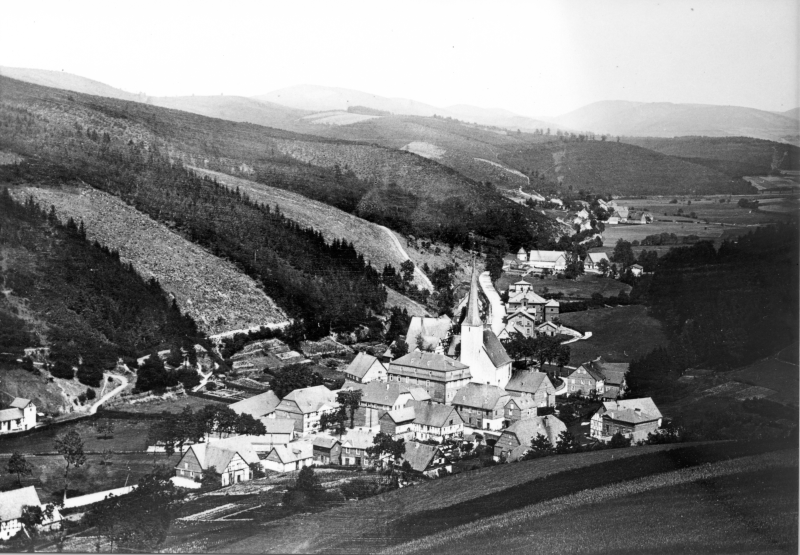
Kirchhundem im Jahr 1892

Die als gesichert geltende Ersterwähnung des Dorfes stammt von 1249 ("altaris sancte Margarite in Hundeme). Zu dieser Zeit war das Dorf bereits Pfarrort.
Die früheste Nachricht des Kirchspiels Hundem stammt von 1262, als Edelherr Adolf von Grafschaft dem Kloster Grafschaft den Zehnten in der Pfarrei Hundem verkaufte, den die Brüder Ditmar und Arnold, Ritter und Vögte in Hundem, von ihm zu Lehen hatten.
Das Grundwort des Ortsnamens kommt von dem den Ort durchfließenden Fluss, der Hundem. Eine Bezugnahme auf das germanische „hunda“ für „schwellend“ führt zu dem möglichen Namensinhalt „schwellender Bach“. Der neuhochdeutsche Zusatz "Kirch-" kennzeichnet den Status als Pfarrort und dient der Unterscheidung von den Nachbarorten Altenhundem und Oberhundem.
In der Geschichte von Kirchhundem fanden mindestens zwei bedeutende Brandkatastrophen statt, 1564 und 1819. Bei letzterer wurde das heutige Aussehen des Ortskerns, insbesondere der Flaper Straße, geprägt.

## Bauwerke

### Pfarrkirche St. Peter und Paul

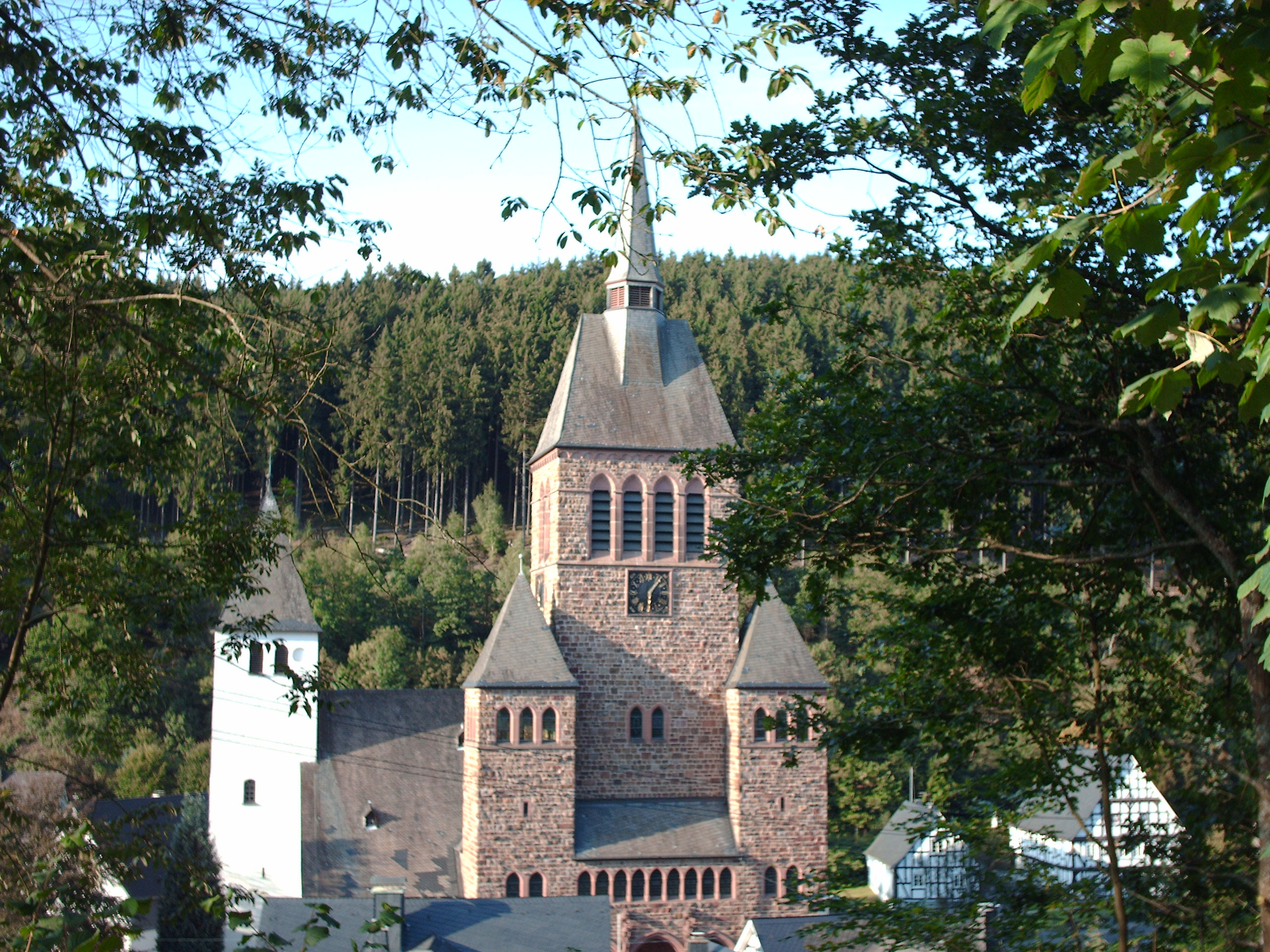
St. Peter und Paul (Kirchhundem)

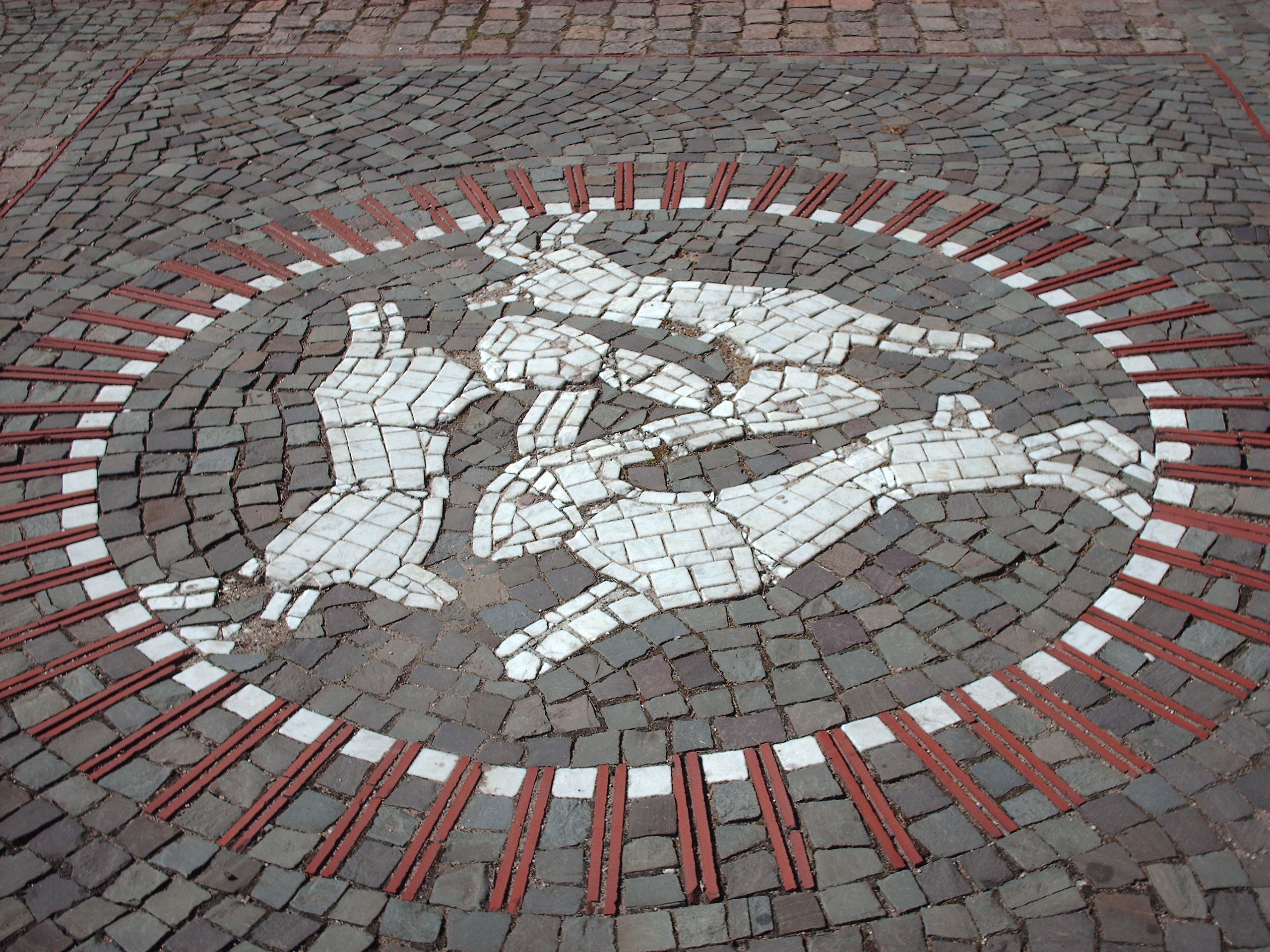
Dreihasenbild

Die St.-Peter-und-Paul-Kirche wurde während des Ersten Weltkrieges von dem Bauunternehmer Anton Sunder-Plassmann aus Förde (heute: Grevenbrück) nach Plänen des Architekten Joseph Buchkremer aus Aachen errichtet. Auf Wunsch des Provinzialkonservators blieben an der Westseite der neuen Kirche Teile der alten Pfarrkirche erhalten.
Eine Besonderheit dieser Kirche sind die zwei Orgeln:
- Historische Barockorgel von 1701 des Bielefelder Orgelmachers Peter Henrich Varenholt. 1814 wesentliche Veränderungen durch Christian Roetzel. Prächtiges Barockgehäuse des Tischlers Johann Viegener aus Netphen mit Schnitzereien des Bildhauers Johann Sasse, Attendorn.
- Orgel der Firma Anton Feith, Paderborn, von 1940, die dem Klangideal der deutschen Spätromantik verpflichtet ist.

Als älteste Pfarrei im östlichen Teil der Herrschaft Bilstein, abgepfarrt von der Mutterpfarrei Wormbach wurde die Eigenkirche in „Hundem“ bereits 1261 genannt. Von dem alten Vorgängerbau stehen heute noch zwei Joche und der Unterbau des Turmes, welche nach Grundsteinen 1340 und 1470 belegt sind. Von 1701/02 stammt auch die alte Orgel mit Schnitzarbeiten aus der Bildhauerwerkstatt Sasse in Attendorn. Die heutige neugotische Pfarrkirche wurde 1915–1917quer zur alten romanischen Kirche errichtet. Die alte Kirche hatte drei Kirchenschiffe mit jeweils vier Jochen. Das westliche Joch des südlichen Seitenschiffs hatte zwei Geschosse, Kreuzgewölbe mit Graten und Scheitelkehlen zwischen spitzbogigen Gurten und Wandblenden auf Säulen, Pfeiler und Wandpfeiler mit halbrunden Vorlagen.
St. Peter und Paul ist die Heimatkirche und Grabstätte des Kurienkardinals Paul Josef Cordes. Vor der Kirche ist ein Dreihasenbild in den Boden eingelassen.

### Vasbachkapelle

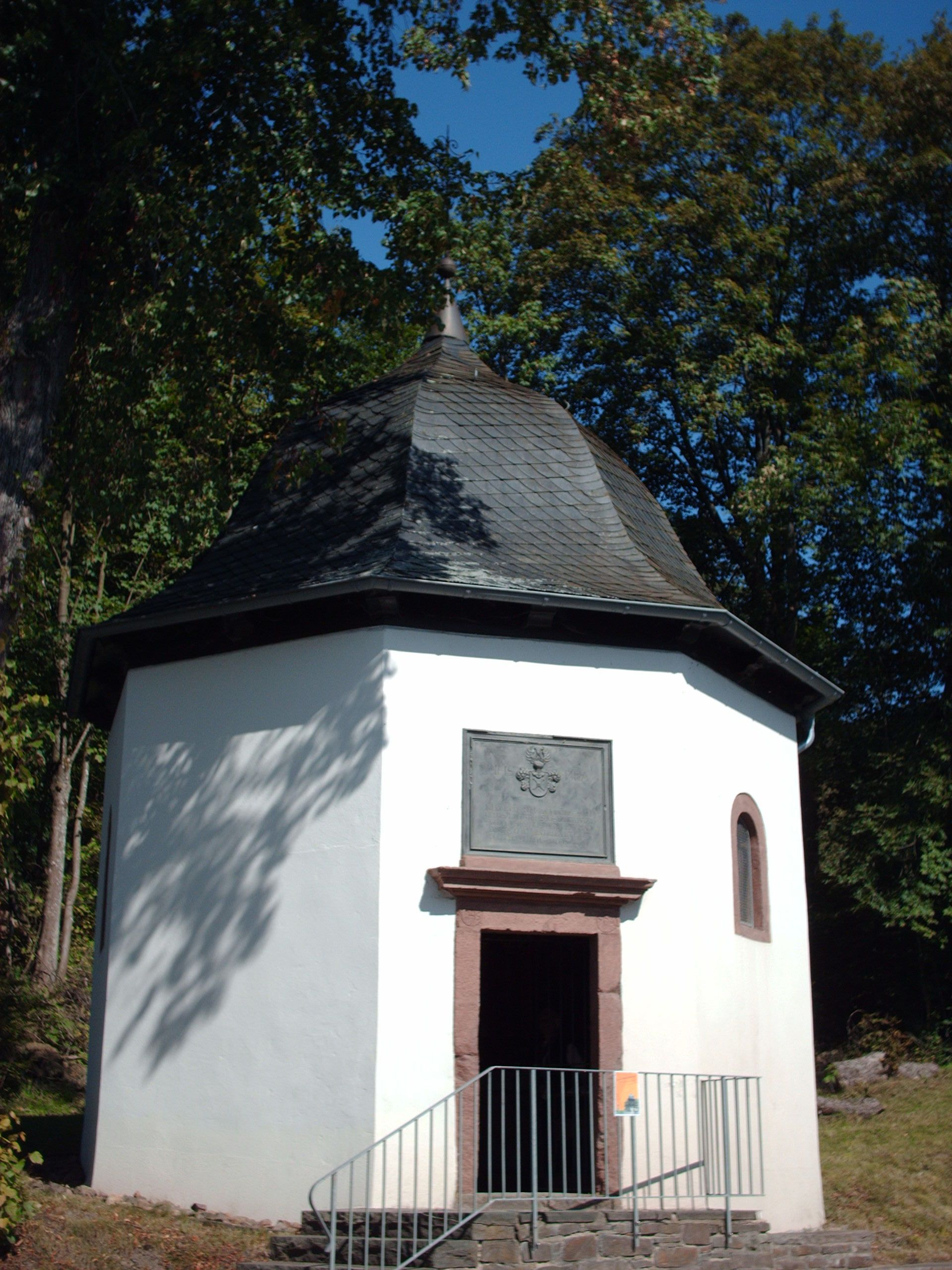
Vasbachkapelle

Die Vasbachkapelle (St.-Georgs-Kapelle) wurde 1677 von Georg Vasbach mit dem Architekten Heinrich Leist geplant und am 8. Dezember 1680 vom damaligen Abt des Klosters Grafschaft, Gottfried von Grafschaft, eingeweiht. Von 1997 bis 2000 wurde die Kapelle umfangreich renoviert. Bei einem Einbruch Ende der 1970er Jahre wurden Heiligenstatuen und die Hängemadonna entwendet. Das ebenfalls gestohlene Altargemälde (Mariae Verkündigung) von Johann Georg Rudolphi, wurde Anfang der 1980er Jahre vom Schwarzmarkt für das Kreisheimatmuseum Attendorn (heute Südsauerlandmuseum) zurückerworben. Bei der Renovierung der Kapelle wurde eine farbige Reproduktion des Gemäldes in den Altar eingearbeitet. Der Altar selbst ist eine Arbeit aus der Attendorner Werkstatt von Johannes Valentorn, der mit dem Bildhauer Johannes Sasse kooperierte. Die Kapelle ist in die Denkmalliste der Gemeinde Kirchhundem eingetragen.

### Rathaus

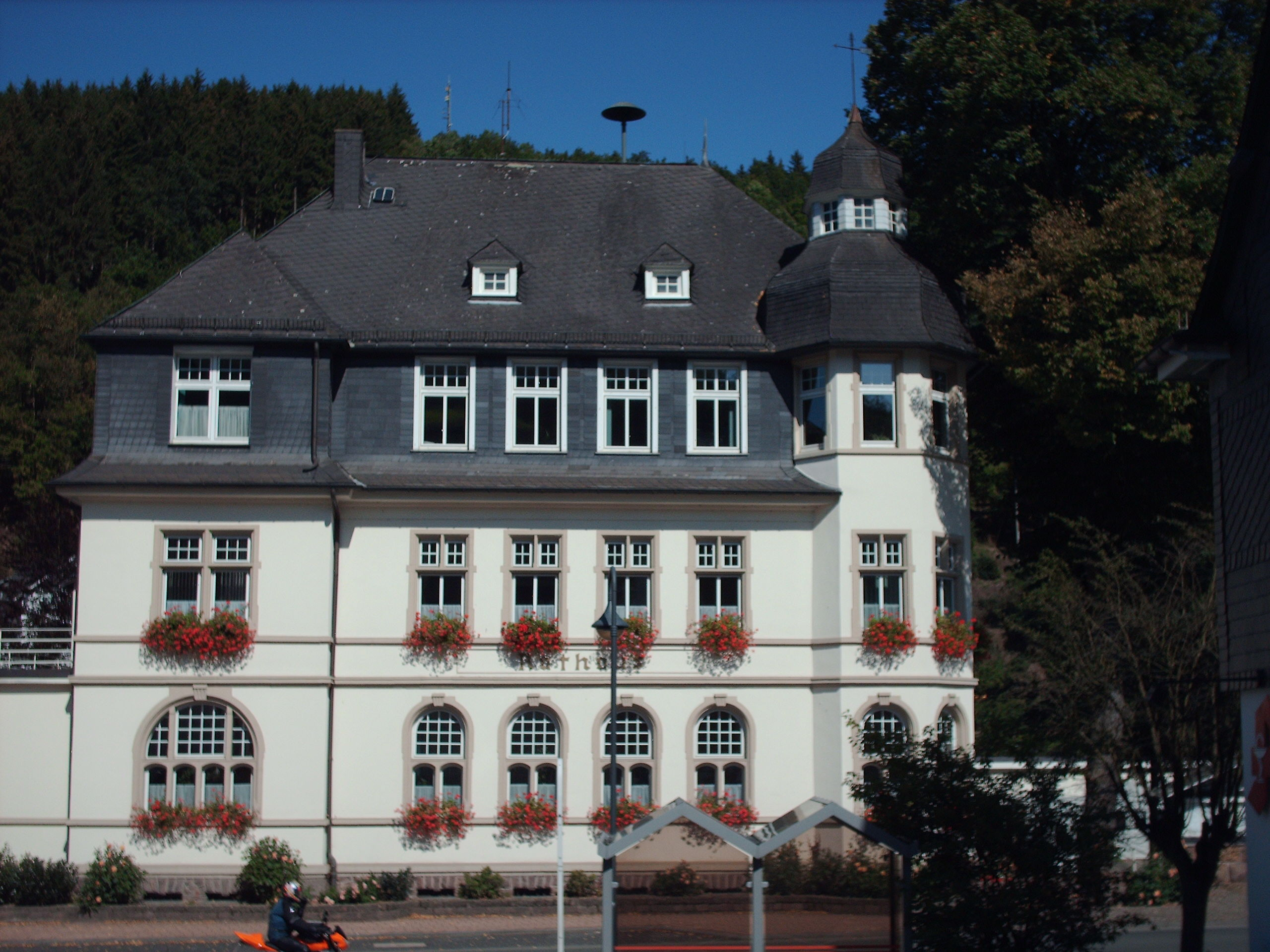
Rathaus

Das Rathaus in Kirchhundem war früher Amtsverwaltung des 1843/44 gebildeten Amtes Kirchhundem. Es wurde von 1903 bis 1905 im Jugendstil errichtet. Im Bereich des Zugangs zum Rathaus ist ein Stolperstein in den Boden eingelassen.

## Vereine und Gemeinschaften

### Heimat

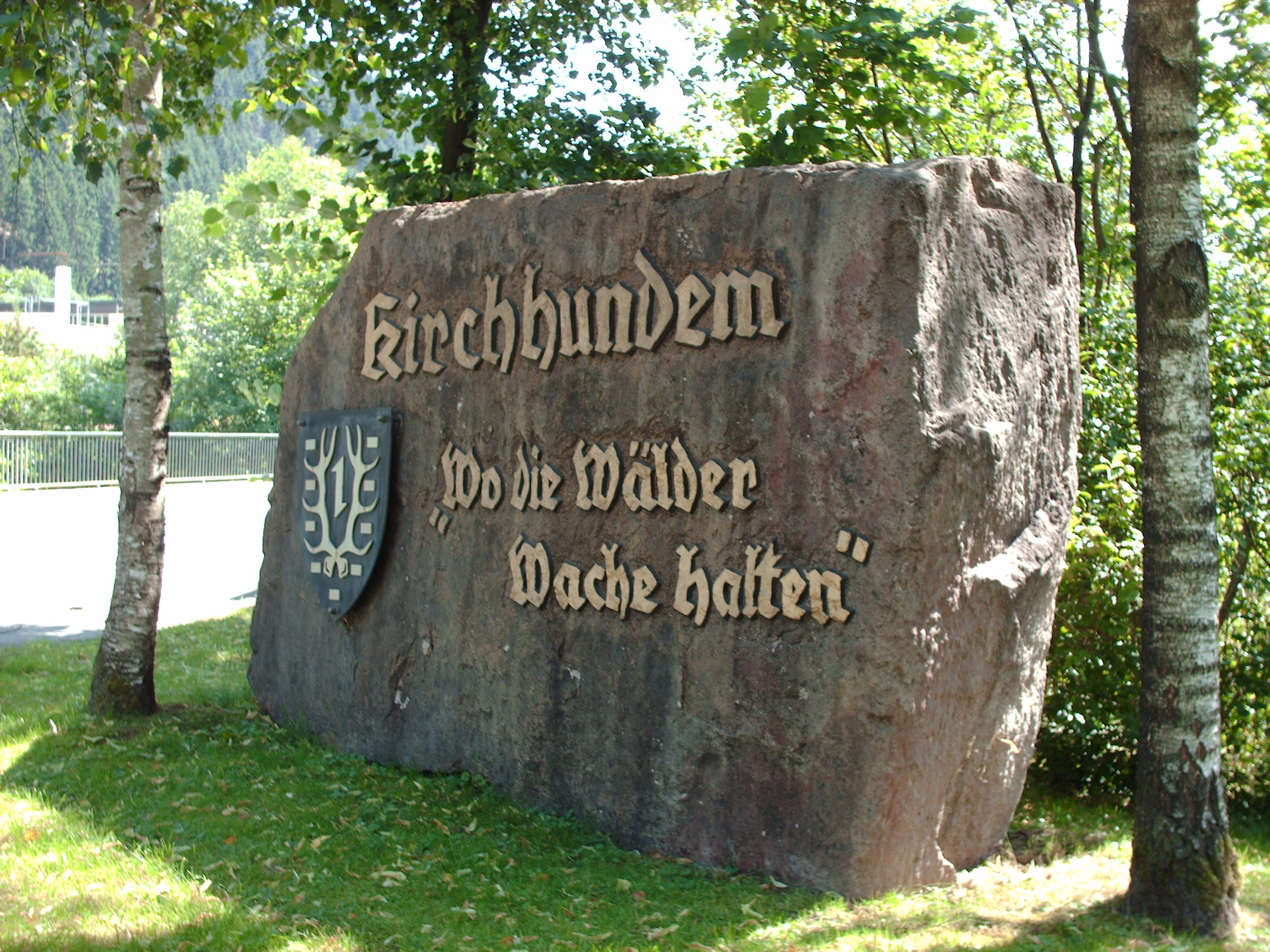
Kirchhundems Wahlspruch

Für die Dorfgemeinschaft sehr wichtig ist der Schützenverein Kirchhundem 1908 e. V., dem über 700 Schützenbrüder und Schützenschwestern angeschlossen sind. Dieser ist Eigentümer der Schützenhalle, in der viele Veranstaltungen stattfinden. Außerdem richtet der Verein jedes Jahr das Schützenfest aus, das sich über drei Tage erstreckt und als gesellschaftlicher Höhepunkt eines Jahres bezeichnet werden kann.
Der Bürgerverein Kirchhundem e. V. hat sich die Heimatpflege und Heimatkunde sowie die Dorfentwicklung zur Aufgabe gemacht.

### Sport
Sportliche Aktivitäten ermöglichen die Turnhallen der Grund- und Hauptschule sowie der Kunstrasenplatz und die daneben befindlichen Tennisplätze.
Der FC Kirchhundem 1946 e. V. spielt in der Fußball-Kreisliga. Höhepunkt in der Vereinsgeschichte war die Einweihung des Kunstrasenplatz im Jahr 2005. Der TV Kirchhundem bildet mit über 1300 Mitgliedern und neun Abteilungen den größten Mehrspartensportverein der Gemeinde. Im Sommer bestehen 36 und im Winter 38 verschiedene Sportangebote.

### Gesang
Der MGV „Liedertafel-Eintracht“ 1853 Kirchhundem errang im Jahr 2007 den Titel „Meisterchor im Chorverband NRW (2007-2012)“. Höhepunkte in der Vereinsgeschichte waren unter anderem Konzerte mit den Regensburger Domspatzen und den Mainzer Hofsängern.
Am 29. August 2008 haben sich der Kath. Kirchenchor „St. Peter und Paul/St. Bartholomäus“ Kirchhundem/Würdinghausen und der Kath. Kirchenchor „St. Cäcilia“ Oberhundem zu einem gemeinsamen Chor zusammengeschlossen, der nun den Namen Kath. Kirchenchor St. Cäcilia Hundemtal trägt.

### Hilfsorganisationen
Die Freiwillige Feuerwehr Kirchhundem verrichtet seit 1907 ihren Dienst für die Mitmenschen. Das Deutsche Rote Kreuz unterhält hier eine Ortsgruppe.

## Bildung
In Kirchhundem befinden sich ein katholischer Kindergarten, eine katholische Grundschule sowie ein Teilstandort der gemeinsam mit der Stadt Lennestadt betriebenen Sekundarschule Hundem-Lenne. Die Sekundarschule ersetzte ab 2014 eine fortan jahrgangsweise auslaufende Gemeinschaftshauptschule.

## Persönlichkeiten
- Paul Josef Kardinal Cordes (1934–2024) geboren und bestattet in Kirchhundem. Er war Kardinal der römisch-katholischen Kirche, Präsident des Päpstlichen Rates Cor Unum und gilt als einer der Gründerväter des Weltjugendtages. Am 24. November 2007 nahm ihn Papst Benedikt XVI. als Kardinaldiakon mit der Titeldiakonie San Lorenzo in Piscibus in das Kardinalskollegium auf. Auf Beschluss des Rates der Gemeinde Kirchhundem vom 13. Dezember 2007 wurde ihm am 27. April 2008 die Ehrenbürgerschaft verliehen.